# Saint-Jean-de-Savigny
Saint-Jean-de-Savigny település Franciaországban, Manche megyében. Lakosainak száma 422 fő (2022. január 1.). Saint-Jean-de-Savigny Sainte-Marguerite-d’Elle, Couvains, Cerisy-la-Forêt és Saint-Clair-sur-l’Elle községekkel határos.

## Népesség
A település népessége az elmúlt években az alábbi módon változott:
| Lakosok száma | 342  | 323  | 315  | 336  | 408  | 428  | 446  | 447  | 439  | 422  |
|               | 1968 | 1982 | 1990 | 2006 | 2013 | 2015 | 2017 | 2019 | 2020 | 2022 |